# J. D. Sumner
John Daniel Sumner, född 19 november 1924 i Florida, död 16 november 1998, var en amerikansk gospelsångare och musikskrivare. J. D. Sumner är mest känd för sin djupa basröst och sitt samarbete med Elvis Presley.

## Karriär
J. D. Sumner startade sin karriär 1945 som gospelsångare i olika gospelgrupper. 1965 började han sjunga med The Stamps Quartet, där han stannade i totalt tjugofem år. Efter att sjungit med dem i femton år tog han en paus och sjöng med gruppen "Masters V". Sedan återvände han och sjöng med "The Stamp" fram till sin död. 
J. D. Sumner höll Guinness världsrekord för att ha spelat in den lägsta bastonen. Detta rekord höll han i arton år. Tre gånger har hans rekord slagits, 1984, 2002 och 2011.
År 1964 var Sumner med och grundade Gospel Music Association tillsammans med James Blackwood. Han var också en av de drivande för att starta National Quartet Convention.

## Tiden med The Stamps och Elvis
The Stamps var en gospelgrupp där J. D. Sumner var  ledaren. De är mest kända under just namnet "J. D. Sumner and The Stamps". Elvis  lyssnade på J.D.  redan på 50-talet då J.D. sjöng med the Sunshine Boys och ofta kom Elvis till deras framträdanden, och ibland fick Elvis stå bakom kulisserna. Elvis frågade om J.D. skulle vilja sjunga på hans mammas (Gladys) begravning 1958. År 1971 sökte Elvis en kör som skulle uppträda med honom och även medverka under skivinspelningar. Då var J.D. ledaren för The Stamps och Elvis anställde dem eftersom han ville ha J.D:s 50-talsslut på sångerna (då J.D. kunde gå ned i basregistret så att marken skakade). De sjöng sedan med Elvis fram till 1977. J. D. Sumner sjöng sedan också på Elvis begravning.
År 1980 splittrades The Stamps och J.D. och några fler bildade gospelgruppen "Masters V". Gruppen vann en Grammy 1981. De splittrades sedan 1988. Då återskapade J.D. The Stamps, där han sedan sjöng livet ut.

## Kompositör
J. D. Sumner skrev över 700 sånger under sin levnad.

## Diskografi (urval)
Studioalbum
- 1965 — Bass, Bass, Bass
- 1968 – The Many Moods Of The Illustrious J.D. Sumner
- 1969 – The Heart Of A Man
- 1972 – The Way It Sounds Down Low
- 1984 – Thank God For Kids
- 1985 – An American Trilogy
- 1988 –  The Masters V Present The Superlative Bass Voice Of J.D. Sumner

## Film
J. D. Sumner är med i bland annat filmen Elvis on Tour tillsammans med The Stamps. De är även med i Elvis in Concert från 1977.